# Peperomia subsetifolia
Peperomia subsetifolia är en pepparväxtart som beskrevs av Truman George Yuncker. Peperomia subsetifolia ingår i släktet peperomior, och familjen pepparväxter. Inga underarter finns listade i Catalogue of Life.